# Kerehalli, Hosanagara
Kerehalli là một làng thuộc tehsil Hosanagara, huyện Shimoga, bang Karnataka, Ấn Độ.